# Nacional Pescara
Nacional Pescara fue una empresa española de automóviles creada a iniciativa de Raúl Pateras Pescara de Castelluccio, marqués de Pescara, nacido en Buenos Aires en 1890. Aunque estudió Derecho en Francia y en Italia ejerció como abogado, cuando se estableció en Barcelona se dedicó a su verdadera vocación, la ingeniería mecánica.

## Historia
Los Nacional Pescara eran la marca de los automóviles producidos por la “Fábrica Nacional de Automóviles S.A.”, compañía española ubicada de Barcelona y fundada en 1929 con un capital social de 16 millones de pesetas de la época. En ella, además de Raúl Pateras, colaboraba su hermano Enrique y el ingeniero italiano Moglia. El rey de España, Alfonso XIII, muy interesado en la actividad automovilística, patrocinó y alentó el proyecto. La compañía fichó a los técnicos más destacados de la época, provenientes de sus futuros competidores, sobre todo Hispano Suiza y Elizalde.
El primer prototipo que se realizó fue un 8 cilindros en línea y doble árbol de levas en cabeza, con una potencia de 80 CV a 4200 rpm y cilindrada de 4800 cc. Era un modelo sofisticado y caro de tan solo dos marchas y que alcanzaba los 130 km/h. Muchas de las piezas (tapa de culata, llantas, cárter inferior) estaban fabricadas en una nueva aleación de magnesio y aluminio, denominada Elektron. De este modelo tipo "Torpedo" se construyeron un número limitado de ejemplares, entre ellos uno comprado por el rey Alfonso XIII.
La versión deportiva del 8 cilindros (tipo C), con un motor de 125 CV a 4800 rpm, llevaba el bastidor más bajo, la carrocería biplaza y frenos hidráulicos en las cuatro ruedas. Con este modelo Enrique Pateras ganó en su categoría la VIII Carrera Internacional en cuesta de la Rabassada de 1930, batiendo el récord de la prueba y siendo el segundo en la clasificación absoluta. Para el año siguiente (1931) se constituyó un equipo de carreras formado por el piloto chileno Juan Zanelli y el catalán Esteban Tort, que fuera de pronóstico se adjudicó varias pruebas puntuables del Campeonato de Europa de Montaña, ganando finalmente la clasificación final del mismo. El mismo modelo con un motor sobrealimentado de 180 CV y chasis monoplaza fue inscrito en el Gran Premio de Mónaco de 1932, aunque finalmente no pudo participar al resultar demasiado lento.

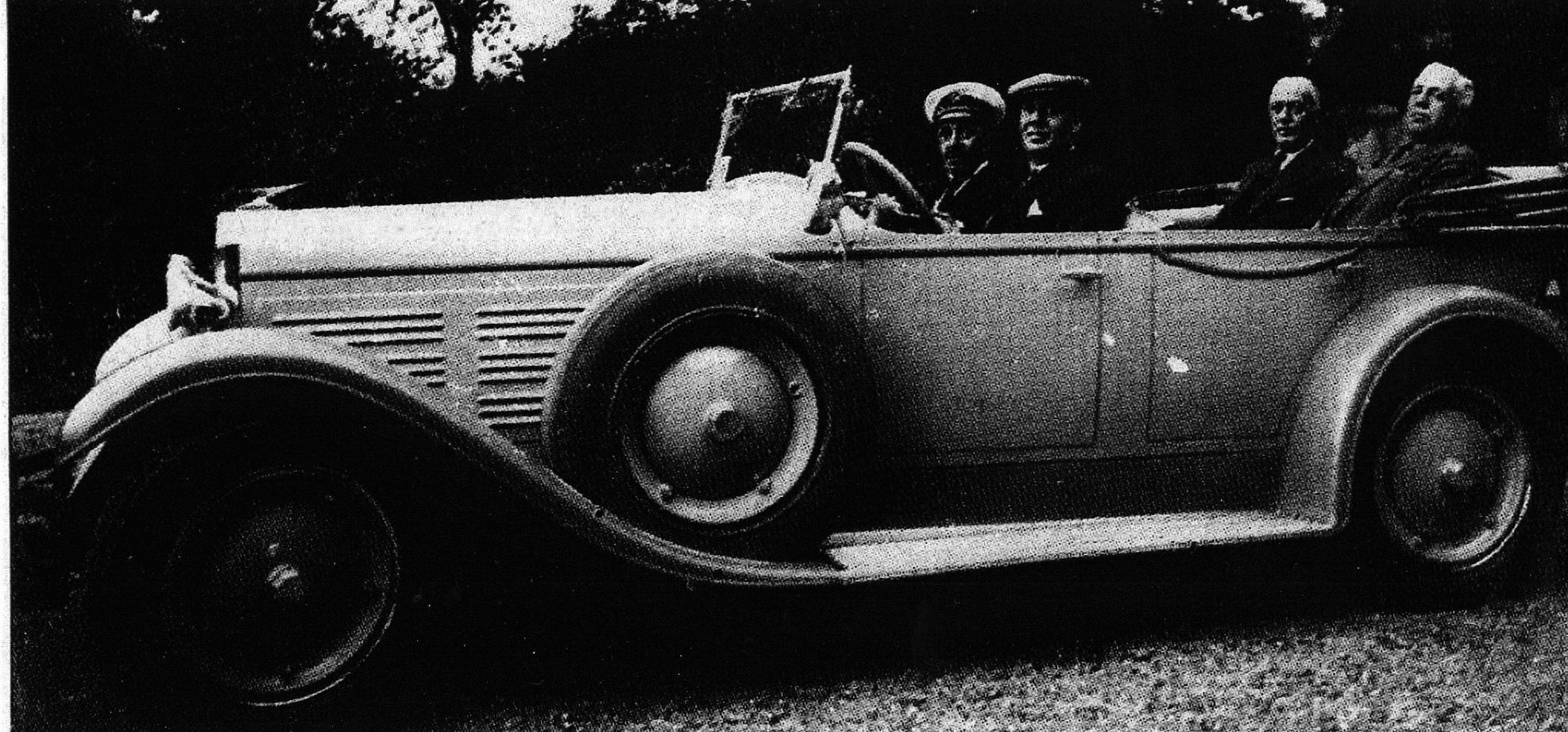
Pie de foto original: "El Rey con el marqués de Pateras-Pescara en el nuevo coche prototipo de turismo «FÁBRICA NACIONAL DE AUTOMÓVILES, S.A.» (de Barcelona), en el Palacio de Miramar de San Sebastián. El monarca tuvo los máximos elogios para el nuevo coche español, adquiriendo el primer ejemplar de la serie que va a ponerse en fabricación." La Vanguardia. 21 de septiembre de 1930.

En 1932 se proyectó un motor de 10 cilindros y 4 litros denominado tipo P, con una versión de competición (modelo PSS). Sin embargo, con el advenimiento de la República y el consiguiente exilio de Alfonso XIII y del propio marqués de Pescara, la iniciativa no pasó de la fase de proyecto. El último modelo que llegó a construirse fue un cabriolet con motor V16 que se ensambló en la fábrica de locomotoras SLM de Winterthur, Suiza.
La falta de apoyo del rey exiliado supuso el final de los créditos bancarios a este tipo de empresas, y los altos costos de producción de los Nacional-Pescara obligaron a cerrar la fábrica. FIAT, a principios de los años 30, intentaba establecerse en España y constituyó una nueva empresa, FIAT-Hispania, constituida con acciones de diversas empresas españolas, Hispano Suiza y Fábrica Nacional de Automóviles. Sin embargo la producción no continuó en Barcelona, sino en la fábrica de Hispano-Suiza de Guadalajara.
- Datos: Q1328368
- Multimedia: Nacional Pescara / Q1328368